# Christopher Stollery
Christopher „Chris“ Stollery (* 12. August 1965) ist ein australischer Schauspieler, Synchronsprecher, Filmregisseur, Drehbuchautor und Filmeditor.

## Leben
Stollery wurde am 12. August 1965 geboren. Er hat sechs Geschwister und verlor seinen Vater im Alter von sechs Jahren. Er machte 1987 seinen Abschluss am National Institute of Dramatic Art. Danach trat er in mehreren Bühnenproduktionen auf. Als Theaterschauspieler war er unter anderen in der Hauptrolle des Hamelt im gleichnamigen Stück, Romeo und Julia
Ende der 1980er Jahre debütierte er als Fernsehschauspieler. So war er unter anderen in den Fernsehserien Australians, Rafferty's Rules oder A Country Practice. Einem breiten Publikum wurde er ab 1990 durch seine Rolle des Johnno Johnson in der Fernsehserie Die fliegenden Ärzte bekannt. Bis einschließlich 1992 war er in insgesamt 74 Episoden in dieser Rolle zu sehen. Von 1997 bis 1998 spielte er in 16 Episoden der Fernsehserie State Coroner in der Rolle des Sgt. Dermot McLeod. Während dieser Zeit befand er sich in einer Beziehung mit der Schauspielerin Lenore Smith, die ebenfalls in der Serie mitwirkte. In den folgenden Jahren etablierte er sich als Schauspieler durch Mitwirkung an verschiedenen Fernseh- und Filmproduktionen. 2004 spielte er im Actionfernsehfilm Maiden Voyage – Jungfernfahrt in den Tod die Rolle des Damien Morse. 2007 spielte er in neun Episoden der Fernsehserie Sea Patrol die Rolle des Federal Agent Greg Murphy. Weitere größere Serienrollen hatte er in den Fernsehserien Spirited, Wild Boys und Home and Away. 2022 war er in der thailändischen Fernsehserie Thai Cave Rescue als Rick Stanton zu sehen.
1997 war Stollery als Regisseur und Drehbuchautor am Kurzfilm Prick tätig. Seit Mitte der 2010er Jahre ist er wieder verstärkt als Kurzfilmschaffender tätig. So erschien 2011 der Kurzfilm dik, für den er unter anderen 2011 auf dem Flickerfest für das beste Drehbuch ausgezeichnet wurde und auf dem Aspen Shortsfest den Comedy Award gewann.

## Filmografie (Auswahl)

### Schauspiel
- 1988: Australians (Miniserie, Episode 1x12)
- 1988: Rafferty's Rules (Fernsehserie, Episode 4x26)
- 1989: A Country Practice (Fernsehserie, 3 Episoden)
- 1990–1992: Die fliegenden Ärzte (The Flying Doctors, Fernsehserie, 74 Episoden)
- 1991: Chances (Fernsehserie, Episode 1x01)
- 1991: The Girl from Tomorrow (Fernsehserie, Episode 1x09)
- 1993: A Country Practice (Fernsehserie, 2 Episoden)
- 1996: Cody – Eiskalte Flammen (Cody: The Burnout, Fernsehfilm)
- 1997: Big Sky (Fernsehserie, Episode 1x22)
- 1997: In Sachen Mord (Murder Call, Fernsehserie, Episode 1x06)
- 1997–1998: State Coroner (Fernsehserie, 16 Episoden)
- 1999: Rural Crisis (Kurzfilm)
- 1999: Water Rats – Die Hafencops (Water Rats, Fernsehserie, Episode 4x17)
- 1999: Heartbreak High (Fernsehserie, Episode 7x37)
- 2001: The New Crusaders (Kurzfilm)
- 2001: The Farm (Miniserie, 3 Episoden)
- 2001: WillFull
- 2002: Baggage Claim (Kurzfilm)
- 2003: The Rage in Placid Lake
- 2003: White Collar Blue (Fernsehserie, Episode 2x21)
- 2004: The Alice (Fernsehfilm)
- 2004: Maiden Voyage – Jungfernfahrt in den Tod (Maiden Voyage, Fernsehfilm)
- 2004: Through My Eyes (Miniserie, 2 Episoden)
- 2005: A Divided Heart
- 2006: All Saints (Fernsehserie, Episode 9x05)
- 2007: Bastard Boys (Miniserie)
- 2007: Sea Patrol (Fernsehserie, 9 Episoden)
- 2008: Room 101 (Kurzfilm)
- 2009: The Cut (Miniserie, Episode 1x01)
- 2009: All Saints (Fernsehserie, 2 Episoden)
- 2009: Die Chaosfamilie (Packed to the Rafters, Fernsehserie, Episode 2x07)
- 2010: Stay Awake (Kurzfilm)
- 2010: The Pacific (Miniserie, Episode 1x10)
- 2011: Spirited (Fernsehserie, 3 Episoden)
- 2011: Wild Boys (Fernsehserie, 9 Episoden)
- 2012: Julian (Kurzfilm)
- 2012: Meat the Parents (Kurzfilm)
- 2012: Nick & Seaton's Palace of Sexy Secrets (Fernsehserie, Episode 1x09)
- 2013: Home and Away (Fernsehserie, 13 Episoden)
- 2013: The Gift (Kurzfilm)
- 2014: The Moodys (Miniserie, Episode 1x02)
- 2014: Predestination
- 2014: Devil's Playground (Miniserie, 2 Episoden)
- 2014: Hill End
- 2014–2016: Soul Mates (Fernsehserie, 4 Episoden)
- 2015: House of Hancock (Miniserie, Episode 1x01)
- 2015: Terminus
- 2015: Last Cab to Darwin
- 2015: House Husbands (Fernsehserie, Episode 4x02)
- 2015: Deszcz (Kurzfilm)
- 2015: Der Moment der Wahrheit (Truth)
- 2015: Let's Talk About (Miniserie, 10 Episoden)
- 2015: Silent Night (Kurzfilm)
- 2016: Pandemic (Miniserie, 4 Episoden)
- 2016: Spice Sisters (Kurzfilm)
- 2016: 4D (Kurzfilm)
- 2017: The Bard (Kurzfilm)
- 2017: Adult (Kurzfilm)
- 2017: Top of the Lake (Top of the Lake: China Girl, Fernsehserie, Episode 2x03)
- 2018: Head Above Water
- 2018: Trigger Happy (Kurzfilm)
- 2018: The Nightingale – Schrei nach Rache (The Nightingale)
- 2018: Sink Hole (Kurzfilm)
- 2018: Nachbarn (Neighbours, Fernsehserie, 2 Episoden)
- 2019–2021: Frayed (Fernsehserie, 11 Episoden)
- 2020: Rockspeare (Kurzfilm)
- 2020: Charging (Kurzfilm)
- 2020: Dom and Adrian: 2020 (Fernsehspezial)
- 2021: Wakefield (Miniserie, Episode 1x05)
- 2021: Akoni
- 2021: The Moth Effect (Miniserie, 2 Episoden, verschiedene Rollen)
- 2021: Echo Pines (Kurzfilm)
- 2022: The PM's Daughter (Miniserie, Episode 1x04)
- 2022: Thai Cave Rescue (ถ้ำหลวง: ภารกิจแห่งความหวัง, Miniserie, 5 Episoden)
- 2023: Transfusion
- 2023: Last King of the Cross (Miniserie, 5 Episoden)

### Synchronisationen
- 2022: Voice Activated (Kurzfilm)

### Regie
- 1997: Prick (Kurzfilm)
- 2011: dik (Kurzfilm; auch Filmschnitt)
- 2012: Nick & Seaton's Palace of Sexy Secrets (Fernsehserie, 4 Episoden; auch Filmschnitt)
- 2013: No Budget (Kurzfilm)
- 2015: The Meeting Place (Kurzfilm)

### Drehbuch
- 1997: Prick (Kurzfilm)
- 2011: dik (Kurzfilm)
- 2012: Boo! (Kurzfilm)
- 2013: No Budget (Kurzfilm)
- 2015: The Meeting Place (Kurzfilm)